# Lubinka (wieś)
Lubinka – wieś w Polsce, położona w województwie małopolskim, w powiecie tarnowskim, w gminie Pleśna.

## Położenie
Miejscowość położona jest w dolinie potoku Lubinka i na wzniesieniach Lubinki na Pogórzu Rożnowskim.

## Części wsi
| SIMC    | Nazwa       | Rodzaj    |
| ------- | ----------- | --------- |
| 0826929 | Betlejem    | część wsi |
| 1051092 | Cielęcy Kąt | część wsi |
| 0826941 | Korzenna    | część wsi |
| 1051330 | Lipie       | część wsi |
| 0826958 | Na Granicy  | część wsi |
| 0826964 | Rozstajnie  | część wsi |
| 0826970 | Za Działem  | część wsi |
| 1051382 | Zadziele    | część wsi |

## Toponimia
Lubinka znana była też dawniej jako Lubienia, Lubina lub Łubinka.

## Przynależność administracyjna
W latach 1975–1998 miejscowość administracyjnie należała do województwa tarnowskiego.

## Historia
Wieś lokowana w XIV w. na prawie niemieckim. Należała do parafii Szczepanowice. Pierwsza wzmianka w źródłach pisanych pochodzi z 1402 roku. Była własnością rodziny Błońskich z Błonia.
W lesie przy drodze Tarnów – Zakliczyn pamiątką po II wojnie światowej są pomniki na grobach partyzantów rozstrzelanych przez okupantów niemieckich w październiku 1944 roku.

## Zabytki
Obiekty wpisane do rejestru zabytków nieruchomych województwa małopolskiego.
- Cmentarz nr 191 z I wojny światowej;
- cmentarz nr 192 z I wojny światowej.

## Turystyka
We wsi znajduje się wyciąg narciarski.